# Лужи (Владимирская область)
Лужи — деревня в Меленковском районе Владимирской области России, входит в состав Денятинского сельского поселения.

## География
Деревня расположена в 12 км на юг от центра поселения села Денятино и в 9 км на север от города Меленки.

## История
В конце XIX — начале XX века деревня входила в состав Лехтовской волости Меленковского уезда, с 1926 года — в составе Меленковской волости Муромского уезда. В 1859 году в деревне числилось 23 двора, в 1905 году — 27 дворов, в 1926 году — 69 дворов.
С 1929 года деревня являлась центром Лужинского сельсовета Меленковского района, с 1940 года — в составе Прудненского сельсовета, с 1969 года в составе — Архангельского сельсовета, с 2005 года — в составе Денятинского сельского поселения. 

## Население
| 1859 | 1905 | 1926 | 2002 | 2010 | 2021 |
| ---- | ---- | ---- | ---- | ---- | ---- |
| 128  | ↗218 | ↗360 | ↘52  | ↘24  | ↗35  |